# Novara (Schiff, 1915)
SMS Novara war ein Rapidkreuzer der k.u.k. Kriegsmarine.

Sie war die dritte Einheit der verbesserten Admiral-Spaun- oder Helgoland-Klasse und nach der Segelfregatte Novara das zweite Schiff dieses Namens.

## Baugeschichte
Baugleich mit dem Typschiff Helgoland legte man die Novara am 9. Februar 1912 bei der Schiffswerft Ganz & Co – Danubius in Fiume auf Kiel. Der Stapellauf erfolgte am 15. Februar 1913 und die Indienststellung am 1. Mai 1915.

Benannt war das Schiff nach der Schlacht bei Novara.

## Einsätze
Unmittelbar nach der Indienststellung das für das Schwarze Meer bestimmte deutsche U-Boot UB 8 am 2. Mai 1915 von Pola zur Straße von Otranto geschleppt. Das ebenfalls für das Schwarze Meer bestimmt deutsche U-Boot UB 3 am 23. Mai 1915 von Cattaro zur Straße von Otranto geschleppt.
- 23. Mai 1915: Vorstoß mit der gesamten k.u.k. Flotte zur italienischen Ostküste. Beschießung von Porto Corsini
- 17. Juni 1915: Mit SMS Admiral Spaun und Sicherungsfahrzeugen Beschießung von Landzielen an der Tagliamentomündung
- 27. Juni 1915: Mit SMS Admiral Spaun Beschießung der Eisenbahnstrecke Ancona – Pesaro
- 5. Dezember 1915: Mit vier Zerstörern und drei Torpedobooten Beschießung von San Giovanni di Medua. Ein Gefallener nach Treffer von einer Küstenbatterie.
- 18. Dezember 1915: Vorstoß in die Südadria, um angeblichen Rückkehrversuch des serbischen Königs Peter I. zu vereiteln.
- 29. Dezember 1915: Im Verband Auslaufen zur Unterstützung der sich im Gefecht befindlichen Helgoland-Gruppe.
- 27. Januar 1916: Mit zwei Zerstörern Vorstoß nach Durazzo
- 3. April 1916: Mit k.u.k. U-Booten U 5 und U 6 Vorstoß zur Otranto-Sperre.
- 8./9. Juli 1916: Angriff auf die Otranto-Sperre, dabei werden zwei britische Bewacher versenkt.
- 14./15. Mai 1917 – Im Verband mit Helgoland und Saida Angriff auf die Sicherungsfahrzeuge der Otranto-Sperre. Dabei werden sechs Netztrawler versenkt. Auf dem Rückweg Seegefecht mit den britischen Kreuzern Bristol und Dartmouth, dem italienischen Kreuzer Marsala sowie italienischen Zerstörern. Nach Treffer im Maschinenraum fahrunfähig, von Saida nach Cattaro geschleppt. Eigene Verluste: 14 Tote und 24 Verwundete bei 45 erhaltenen Treffern.

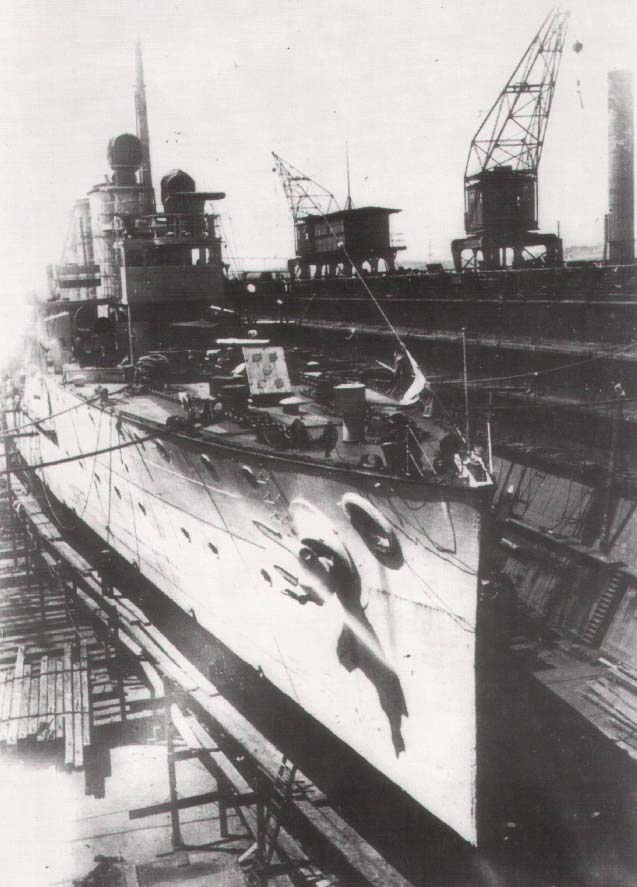
Novara im Trockendock nach dem Gefecht vom Mai 1917

- bis 11. November 1917: Reparatur in Pola.
- 12./13. November 1917: Vorstoß an die Otranto-Sperre.
- 2. Februar 1918: Nach Zusammenbruch der Meuterei in Cattaro Personalreduzierung um 100 Mann
- 22./23. April 1918: Vorstoß an die italienische Ostküste
- 9. Juni 1918: In der Bucht von Kotor wird ein Verband von zwei Kreuzern, Helgoland und Novara, sowie vier Zerstörern als Angriffsgruppe A zusammengestellt. Ziel ist die Otranto-Sperre. Wegen der zwischenzeitlichen Versenkung des Schlachtschiffes Szent István wird das Unternehmen abgeblasen.
- 9./10. Oktober 1918: Mit Helgoland und sechs Zerstörern Rückhaltegruppe für die Rückführung des Durazzo-Konvois.
- Bei Kriegsende in Gjenovic/Bucht von Kotor

## Verbleib
Ende Januar 1920 wurde das Schiff durch eine alliierte Marinedelegation Frankreich zugesprochen. Im März 1920 wurde von einem französischen Schlepper der Versuch unternommen, den Kreuzer nach Bizerta zu schleppen. Wegen Havarie musste das Unternehmen abgebrochen werden, und der Verband lief nach Brindisi ein. Hier sank die SMS Novara im Vorhafen. Nach fünf Wochen konnte das Schiff gehoben und nunmehr endgültig nach Bizerta verbracht werden, wo es repariert und wieder einsatzfähig gemacht wurde. Der Kreuzer wurde in Thionville umbenannt und mit französischer Bewaffnung ausgestattet. (9 × 10 cm Schneider-Creuzot M 1917 Kanonen, 1 × 7,5 cm Flakgeschütz, 7 × Überwasser-Torpedorohre in 2 × Zwillings- und 1 × Drillingssätzen, sowie eine neue Feuerleitanlage.) Als Artillerie- und Torpedoschulschiff der Schuldivision Mittelmeer war die Thionville noch bis zum 1. Mai 1932 im Einsatz. Danach wurde sie abgerüstet und lag als stationäres Schulschiff an der Artilleriepier des Seearsenals von Toulon, ehe sie 1941 aus dem Register gestrichen und zum Abbruch verkauft wurde.